# Nizar Ben Néji
Nizar Ben Néji (arabe : نزار بن ناجي), né le 27 juin 1981 à La Manouba, est un homme politique et ingénieur tunisien, docteur en technologie de l'information et de la communication. Il est chargé du ministère des Technologies de la communication le 2 août 2021 puis confirmé le 11 octobre de la même année comme ministre dans le gouvernement dirigé par Najla Bouden, Ahmed Hachani et Kamel Madouri.

## Biographie
Diplômé ingénieur en informatique de l'École nationale des sciences de l'informatique, il rejoint l'École supérieure des communications de Tunis avant de s'envoler vers l'université du Massachusetts aux États-Unis afin d'y effectuer des études postdoctorales.
Il commence sa carrière dans le domaine des technologies de l'information et de la communication à l'Agence nationale de certification électronique en tant que chargé de l'accompagnement des entreprises publiques et privées dans la dématérialisation et la sécurisation de leurs systèmes d'information. Il a fait partie de plusieurs commissions interministérielles et comités de pilotage de projets. Il a par ailleurs participé à la révision de plusieurs projets de lois concernant la cybercriminalité et la cybersécurité en Tunisie et dans d'autres pays. Il a également été expert-conseiller dans ce domaine, auprès notamment de l'Union internationale des télécommunications, de l'Organisation des télécommunications du Commonwealth (en) ou encore l'Organisation arabe des technologies de l'information et de la communication.
Il devient par la suite enseignant-chercheur à la faculté des sciences de Bizerte puis à l'École supérieure des communications de Tunis. Il a à son actif plusieurs publications scientifiques et interventions comme expert dans plusieurs pays.
Le 2 août 2021, il est chargé par le président de la République Kaïs Saïed de la gestion des affaires du ministère des Technologies de la communication puis est nommé ministre au sein du même ministère le 11 octobre.